# Lluís Sales
Lluís Sales (València, 20 d'abril de 1745 - Navaixes, Alt Palància, 10 de setembre de 1807), fou un religiós valencià de l'orde de Predicadors.

## Biografia
Estudià gramàtica i filosofia a la universitat de València, i prengué l'hàbit en el convent de Sant Doménec d'aquesta ciutat el 23 d'octubre de 1761. Després de completar el curs de filosofia emprengué el de teologia, però abans de concloure'l respongué voluntari a una convocatòria de missioners per a Califòrnia, i partí del convent a l'octubre del 1770. A Califòrnia va fundar la missió de San Miguel, on va romandre fins que se li va concedir la tornada al seu convent, a l'octubre del 1790. El 1806 fou elegit prior del convent de Sogorb. Aquí va caure malalt d'una malaltia respiratòria i hagué de tornar a València, i al cap de poc, ja pernoliat, va anar a prendre les aigües a Navaixes, on va morir.

## Obres
- Noticias de la provincia de la California, València, Imp. de Orga, 1794

Aquesta és la seua única obra impresa, i comprén tres parts: en la primera descriu el territori, la seua extensió, altura, longitud, ports, arbres, fruits, pesca, quadrúpedes, insectes, herbes medicinals, costums dels indis, malalties, curanderos, enterraments, festes, etc.; en la segona tracta de quina manera s'hi va introduir el govern i la religió, i en la tercera dels avanços dels dominics i de l'estat general de la província.
Segons J. P. Fuster, deixà també els següents manuscrits inèdits:
- Mapa particular de lo interior de la provincia, y otro de lo exterior de la costa oriental y occidental (perdut en morir l'arquebisbe Fabián y Fuero, a qui l'autor l'havia prestat)
- Diario de su viage desde que salió de Valencia hasta su regreso
- Instrucción fácil para la reducción de los gentiles
- Notas críticas a la Vida que se imprimió en Méjico en 1784 en un tomo en 4º del P. Junípero Serra, mallorquín, misionero que fue de dicha provincia de California, en las que rebate muchas falsedades…